# Quirin Berg

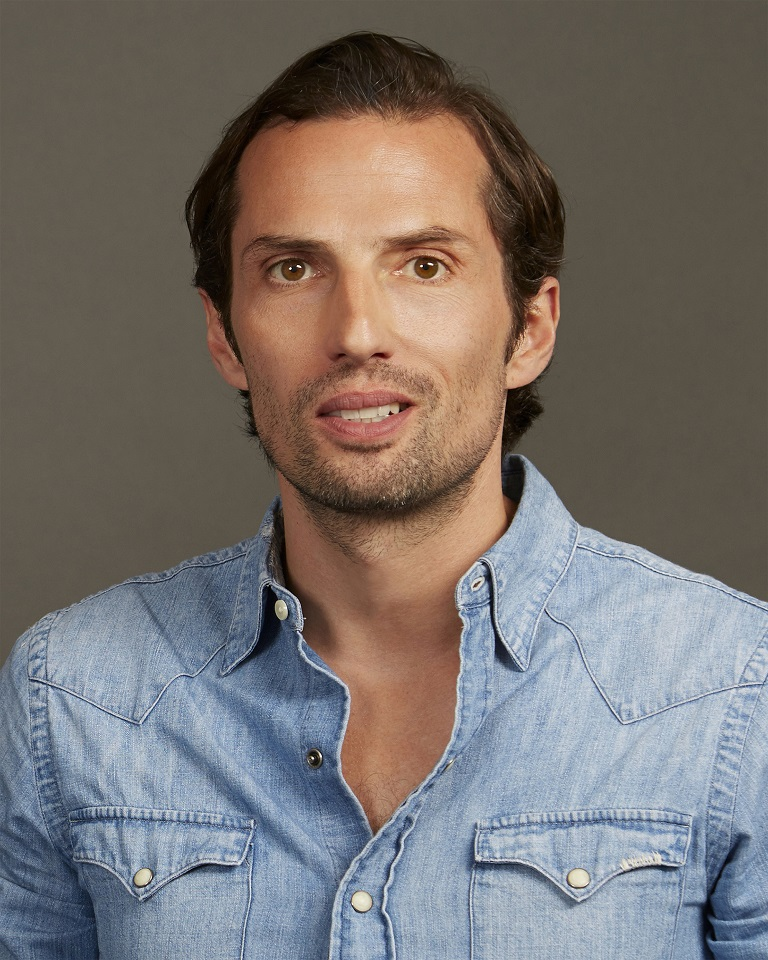
Quirin Berg (2018)

Quirin Berg (* 1. März 1978 in München) ist ein deutscher Filmproduzent und einer der Geschäftsführer der Wiedemann & Berg Film und W&B Television.
Er wurde u. a. mit dem Grimme-Preis, dem Bayerischen Filmpreis, dem Bayerischen Fernsehpreis und dem österreichischen Film- und Fernsehpreis Romy ausgezeichnet.

## Leben
Noch während seines Studiums der Produktions- und Medienwirtschaft an der Hochschule für Fernsehen und Film München, das er 2003 mit Diplom abschloss, gründete Berg gemeinsam mit seinem Schulfreund Max Wiedemann die Wiedemann & Berg Filmproduktionsfirma. 2010 folgte die Gründung der W&B Television. Beide Firmen sind seit Januar 2020 Teil der neu gegründeten LEONINE Studios. Quirin Berg und Max Wiedemann sind Gesellschafter und Co-Founder von LEONINE Studios und leiten als Geschäftsführer der LEONINE Holding GmbH und Chief Production Officers die gesamte Fiction-Produktion der Gruppe. Quirin Berg verantwortet als Chief Creative Officer zudem die kreative Ausrichtung der LEONINE Studios.
Quirin Berg ist Mitglied der Deutschen, der Britischen und der Europäischen Filmakademie.

## Filmografie (Auswahl)
- 1999: S. geht rund (Kurzfilm)
- 2003: Simones Labyrinth (Kurzfilm)
- 2004: Bei hübschen Frauen sind alle Tricks erlaubt (Fernsehfilm)
- 2006: Das Leben der Anderen
- 2008: Räuber Kneißl
- 2009: Männerherzen
- 2010: Friendship!
- 2010: Sind denn alle Männer Schweine? (Fernsehfilm)
- 2010, 2011: Lena – Liebe meines Lebens (Fernsehserie, 180 Folgen)
- 2011: Männerherzen … und die ganz ganz große Liebe
- 2011: Schmidt & Schwarz (Fernsehfilm)
- 2012–2014: Add a Friend (Fernsehserie, 30 Folgen)
- 2013: Tatort: Die Fette Hoppe (Krimireihe)
- 2013: Liebe und andere Turbulenzen
- 2014: Vaterfreuden
- 2014: Who Am I – Kein System ist sicher
- 2014: Die Spiegel-Affäre (Fernsehfilm)
- 2015: Mordkommission Berlin 1 (Fernsehfilm)
- 2015: Frauenherzen: Die Serie (Fernsehserie, 6 Folgen)
- 2015/2016: Einfach Rosa (Fernseh-Miniserie, 4 Folgen)
- 2015–2018: Tannbach – Schicksal eines Dorfes (Fernsehserie, 6 Folgen)
- 2016: Polizeiruf 110: Und vergib uns unsere Schuld
- 2016: Mitten in Deutschland: NSU (Fernseh-Dokudrama, 3 Folgen)
- 2016: Die Dasslers – Pioniere, Brüder und Rivalen (2-teiliger Fernsehfilm)
- 2016: Zielfahnder – Flucht in die Karpaten (Fernsehfilm)
- 2016: Tatort: Auf einen Schlag (Krimireihe)
- 2016: Willkommen bei den Hartmanns
- 2016: Unfriend
- 2016–2019: Marie fängt Feuer (Heimatfilm-Reihe, 10 Folgen)
- 2017–2019: 4 Blocks (Fernsehserie, 19 Folgen)
- 2017–2020: Dark (Sci-Fi-Mysteryserie, 26 Folgen)
- 2018: Werk ohne Autor
- 2018: Der Polizist und das Mädchen (Fernsehfilm)
- 2018: Fischer sucht Frau (Fernsehfilm)
- 2018: Tatort: Meta
- 2018–2020: Der Pass (Fernsehserie, 10 Folgen)
- 2019: Walpurgisnacht (2-teiliger Fernsehfilm)
- 2019: Ottilie von Faber-Castell – Eine mutige Frau (Fernsehfilm)
- 2019: Preis der Freiheit (3-teiliger Fernsehfilm)
- 2020: Nightlife
- 2021: Tribes of Europa (Fernsehserie)
- 2020: Zum Glück gibt’s Schreiner (Fernsehfilm)
- 2021: Para – Wir sind King (Fernsehserie, 6 Folgen)
- 2021: Die Ibiza Affäre (Miniserie)
- 2022: ZERV – Zeit der Abrechnung (Miniserie, 6 Folgen)
- 2022: Apache bleibt gleich (Dokumentarfilm)
- 2022: JGA: Jasmin. Gina. Anna.
- 2023: Der Greif (Fernsehserie)
- 2023: Wochenendrebellen
- 2023: Eine Billion Dollar (Fernsehserie)
- 2023: One for the Road
- 2023: Die drei ??? – Erbe des Drachen
- 2024: 60 Minuten
- 2024: Crooks (Fernsehserie)
- 2024: Spieleabend
- 2024: Un/Dressed
- 2024: Alter weißer Mann
- 2024: Der Vierer
- 2025: Die drei ??? und der Karpatenhund
- 2025: Fall for Me

## Auszeichnungen (Auswahl)
- 2013: Grimme-Preis Spezial für die Idee und Konzeption des Formats Add a Friend (gemeinsam mit Anke Greifeneder, Tobi Baumann, Sebastian Wehlings, Christian Lyra)[5]
- 2015: Bayerischer Fernsehpreis Sonderpreis an die Produzenten von Tannbach – Schicksal eines Dorfes[6]
- 2016: Romy in der Kategorie Bester Produzent TV-Film für Mordkommission Berlin 1[7]
- 2016: Fernsehfilmpreis der Deutschen Akademie der Darstellenden Künste, besondere Würdigung der Produzenten von Mitten in Deutschland: NSU[8]
- 2016: Auszeichnung der Deutschen Akademie für Fernsehen gemeinsam mit Max Wiedemann, Gabriela Sperl und Sophie von Uslar in der Kategorie Produzent für Mitten in Deutschland: NSU – (Die Trilogie)[9]
- 2016: Bayerischer Filmpreis in der Kategorie Beste Produktion für Willkommen bei den Hartmanns (gemeinsam mit Max Wiedemann, Michael Verhoeven und Simon Verhoeven)[10]
- 2016: FFA-Branchentiger in der Kategorie Erfolgreichster Produzent (gemeinsam mit Max Wiedemann)[11]
- 2017: Deutsche Akademie für Fernsehen: Auszeichnung in der Kategorie Beste Produzenten für 4 Blocks (gemeinsam mit Max Wiedemann, Eva Stadler, Karsten Rühle, Anke Greifeneder und Hannes Heyelmann)[12]
- 2017: SignsAward (gemeinsam mit Max Wiedemann)[13]
- 2018: Bayerischer Filmpreis in der Kategorie Beste Produktion für Werk ohne Autor (gemeinsam mit Max Wiedemann, Florian Henckel von Donnersmarck und Jan Mojto)[14]
- 2019: Romy Akademiepreis in der Kategorie Bester Produzent TV-Fiction für Der Pass (gemeinsam mit Max Wiedemann, Dieter Pochlatko und Jakob Pochlatko)[15]
- 2020: Grimme-Preis in der Kategorie Fiktion für Der Pass (stellvertretend für die Produktion, gemeinsam mit Quirin Schmidt)[16]
- 2021: Deutscher Filmpreis in der Kategorie Besucherstärkster Film für Nightlife (gemeinsam mit Simon Verhoeven und Max Wiedemann)[17]